# Myriam de Urquijo
Myriam de Urquijo, pseudonimo di Pilar Palacios de Urquijo (Buenos Aires, 10 aprile 1918 – Buenos Aires, 23 maggio 2011), è stata un'attrice argentina.
Inizia la sua carriera di attrice nel 1951 con il film La vida de una mujer e poi partecipa ad altri 12 film, oltre ad due serie televisive.
Vince il premio come miglior attrice ai Premio Martín Fierro 1959
Muore il 23 maggio 2011 a Buenos Aires all'età di 93 anni.